# 岡田重久
岡田 重久（おかだ しげひさ、1871年1月5日（明治3年11月15日） - 1936年（昭和11年）8月8日）は、日本の陸軍軍人。最終階級は中将。

## 履歴
土佐国香美郡立田村（現・高知県南国市）に生まれた。1893年（明治26年）7月、陸軍士官学校（4期）を卒業。1894年（明治27年）3月、歩兵少尉に任官。1895年（明治28年）5月、歩兵中尉に進級。1899年（明治32年）3月、歩兵大尉に進級。1901年（明治34年）11月、陸軍大学校（15期）を卒業。1904年（明治37年）8月、歩兵少佐に進級。日露戦争に満州軍情報参謀として出征した。1908年（明治41年）12月、歩兵中佐に進級。
1912年（大正元年）12月、静岡連隊区司令官となり、1913年（大正2年）2月、歩兵大佐に昇進。1914年（大正3年）5月、歩兵第40連隊長となる。第12師団参謀長を経て、1917年（大正6年）8月、少将に進級し台湾第1守備隊司令官に着任。
1920年（大正9年）8月、歩兵第1旅団長に就任し、1922年（大正11年）8月、中将に進むと同時に待命。1923年（大正12年）3月、予備役に編入された。1936年（昭和11年）8月、東京市四谷区で死去、享年67。

## 栄典
- 1894年（明治27年）5月1日 - 正八位[4]
- 正四位勲二等功三級[5]

## 親族
- 長男 岡田重一（陸軍少将、支那派遣軍総参謀副長、陸士31期）
- 子息 岡田重美（陸軍大佐、近衛第2師団参謀長、陸士34期）

## 参考資料
- 『高知県人名事典』高知市民図書館、1970年。
- 福川秀樹『日本陸軍将官辞典』芙蓉書房出版、2001年。
- 外山操編『陸海軍将官人事総覧 陸軍篇』芙蓉書房出版、1981年。
- 陸軍省『陸軍現役将校同相当官実役停年名簿』（大正3年7月1日調）兵林館、1914年。（国立国会図書館デジタルコレクション）